# A Soldier's Oath
A Soldier's Oath er en amerikansk stumfilm fra 1915 af Oscar Apfel.

## Medvirkende
- William Farnum som Pierre Duval.
- Dorothy Bernard som Margot.
- Henry Hebert som Lazare.
- Walter Connolly som Raoul de Reyntiens.
- Louise Thatcher som Duchess D'Auberg.